# والدتسل
والدتسل (به آلمانی: Waldzell) یک منطقهٔ مسکونی در اتریش است که در ناحیه راید ایم اینکرایس واقع شده‌است. والدتسل ۴۰ کیلومتر مربع مساحت دارد ۵۲۲ متر بالاتر از سطح دریا واقع شده‌است.